# Marreca-pardinha

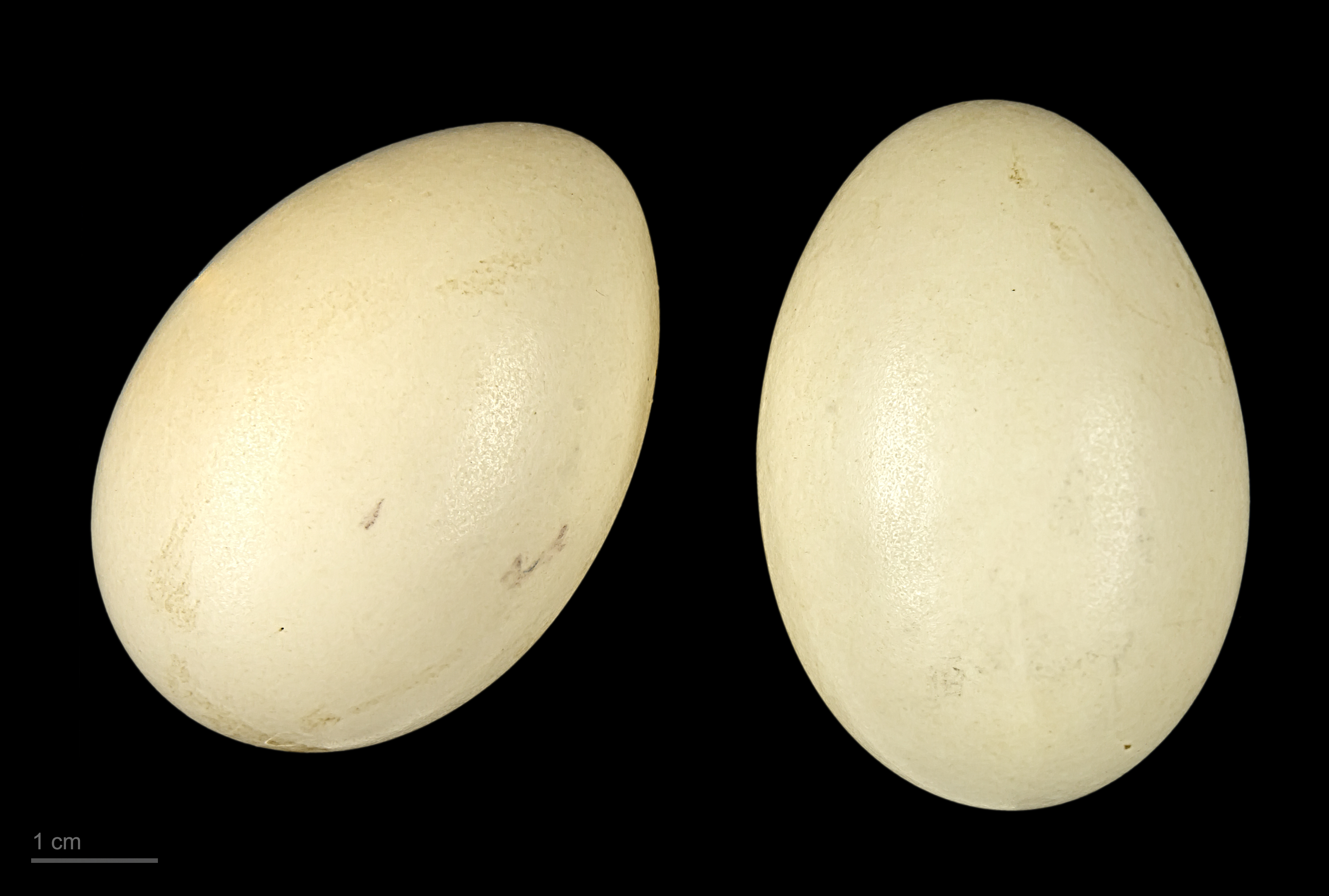
Anas flavirostris oxyptera - MHNT

Marrequinha-de-bico-amarelo ou marreca-pardinha (Anas flavirostris) é uma espécie de marreca da região meridional da América do Sul. Mede cerca de 41,5 cm de comprimento, possuindo o corpo pintalgado de marrom, dorso mais escuro, peito salpicado, vértice anegrado, cauda curta e bico azul-acinzentado com base amarelada. Também é conhecida pelos nomes de assobiadeira, assoviadeira, churia-zinha, danadinha, marreca-assobiadeira, marreca-assoviadeira, marreca-pintada e parda-pequena.

## Subespécies
São reconhecidas duas subespécies:
- Anas flavirostris flavirostris (Vieillot, 1816): Presente do norte da Argentina até a Terra do Fogo, nas ilhas Malvinas e Geórgias do Sul, no Uruguai e no sul e sudeste do Brasil (Carboneras & Kirwan, 2016). No Brasil ocorre desde o estado do Rio Grande do Sul até o estado de São Paulo.
- Anas flavirostris oxyptera (Meyen, 1834): Pouco maior (43 cm), bico mais longo e dorso mais pálido; escapulares mais avermelhadas com manchas pretas menores; manchas pretas do peito menos marcadas; flancos e ventre de cor branca ou cinza pálido. Habita regiões andinas e costeiras do Pacífico, desde o centro do Peru até o norte da Argentina e Chile.